# Pete Johnson
Pete Johnson (Kansas City, 1904. március 25. –‎ Buffalo, 1967. március 23.), amerikai boogie-woogie & dzsessz-zongorista.

## Pályafutása
Zenészi pályafutását 1922-ben mint dobos kezdte Kansas Cityben. Csak 18 éves korában kezdett el zongorázni tanulni.
1926 és 1938 között zongorázott leginkább Big Joe Turner mellett. 1938-ban a New York-i Carnegie Hallban is felléptek. Koncertjük boogie-woogie mániát okozott, és ezidőtől kezdve Meade Lux Lewis és Albert Ammons társaságában (akik ugyancsak játszottak azon a koncerten), a kor egyik vezető zongoristája lett.
1949 májusában fellépett a Paris Festival International 1949 de Jazz koncerten. 1950-ben Johnson Buffaloba költözött. Egészségügyi problémái ellenére folytatta fellépéseit, többek között Jimmy Rushing és Big Joe Turner mellett. 1958-ban agyvérzést kapott, és nagyjából megbénult. Egy német dzsesszrajongó – H. Maurer – pénzt gyűjtött az elszegényedett Pete Johnson számára.
1967-ben halt meg, 62 éves korában.

## Albumok
- 1938-1939: Classics
- 1939: King of Boogie Milan
- 1939: Master of Blues and Boogie Woogie, Vol. 3 Oldie Blues
- 1970: Boogie Woogie Mood (1940–1944)
- 1946: Pete’s Blues Savoy
- 1993: Central Avenue Boogie
- 1975: Master of Blues and Boogie Woogie Oldie Blues
- 1996: 1939–1941 Classic
- 1997: 1944–1946 Classics
- 1998: Blues & Boogie Woogie Master 1938/1946
- 1999: St. Louis Parties of July 20 & August 1
- 1999: Roll ’Em Pete Pearl
- 2000: 1947–1949 Classics
- 2001: Atomic Boogie: The National Recordings 1945–1947